# Єфремов Дмитро Леонідович
Дмитро Леонідович Єфремов (нар. 12 грудня 1974, Краматорськ, Донецька область, УРСР) — український та російський футболіст, виступав на позиції півзахисника, по завершенні кар'єри — футбольний тренер.

## Кар'єра гравця
Народився в Краматорську. Дорослу футбольну кар'єру розпочав у «Шахтарі-2», у футболці якого дебютував 5 липня 1992 року в переможному (4:1) домашньому поєдинку 30-го туру підгрупи 2 Першої ліги України проти херсонського «Кристалу». Дмитро вийшов на поле на 80-ій хвилині, замінивши Сергія Онопка. Проте цей матч виявився єдиним у футболці другої команди «гірників». У сезоні 1992/93 років виступав в аматорському чемпіонаті України за краматорський «Донбаскрафт».
На початку 1990-их років виїхав до Росії, де грав за «Волгар-Газпром», «Кубань», «Рязань-Агрокомплект», «Орел», «Алнас», «Спартак» (Кострома), «Сочі-04», «Лада-СОК» (Димитровград) та «Суднобудівник» (Астрахань). Футбольну кар'єру завершив 2007 року в клубі «Машук-КМВ».

## Кар'єра тренера
По завершенні кар'єри гравця розпочав тренерську діяльність. З 2008 по 2013 рік працював в академії «Волгар-Газпром». З 3 лютого 2014 року працював у першій та другій команді «Долгопрудного» на посаді тренера та головного тренера.